# Dōjin
Dōjin (jap. 同人 dōjin, dosł. „ci sami ludzie”) – japońskie słowo oznaczające koterię, klikę, grupę osób o zbliżonych celach lub zainteresowaniach. We współczesnej japońszczyźnie oznacza również grupę hobbystów i fanów publikujących własnym nakładem różne materiały, jak mangi, powieści, poezję, albumy z fotografiami, muzykę i gry komputerowe. Część takich publikacji jest klasyfikowana jako fan fiction, jednak grupy te publikują także prace oryginalne.

## Publikowane prace
- dōjinshi (jap. 同人誌): magazyny, mangi, powieści
- dōjin sofuto / dōjin gēmu (jap. 同人ソフト / 同人ゲーム): oprogramowanie, niezależne gry komputerowe
- dōjin ongaku (jap. 同人音楽): muzyka